# Рацибужане
Рацибужа́не (также рацибожане, южноопольская группа силезцев; пол. raciborzanie, raciborzany, grupa południowo-opolska) — cубэтническая группа силезцев (слензан), населяющая вместе с группой краваков верховья Одры в окрестностях города Рацибужа (в приграничных районах Опольского и Силезского воеводств).
Польский этнограф Я. Камоцкий выделял группу окрестностей Рацибужа по ряду особенностей в их местной культуре, прежде всего, по особенностям в религиозных обрядах, которые сближали представителей данной группы с населением соседней Моравии. Я. Камоцкий полагал, что население окрестностей Рацибужа не имеет общего для них названия, и предлагал условно называть его как «южноопольская группа силезцев». Другие исследователи, например, З. Клодницкий и Я. Курек (в его работе «Śląsk jako region kulturowy w etnografii», 1993) в перечнях силезских региональных групп применительно к рассматриваемому субэтносу используют название «рацибужане».

## Область расселения
Согласно этнографической карте Я. Камоцкого, рацибужане населяют небольшую область у границы с Чехией, которая по современному административно-территориальному делению Польши размещена на юго-восточной части территории Опольского воеводства (Глубчицкий повят и часть Кендзежинско-Козельского повята) и на западной части территории Силезского воеводства (Рацибужский повят). С севера, востока и юга территория рацибужан граничит с областями расселения других силезских субэтнических групп: на севере к ареалу рацибужан примыкает область расселения ополян, на востоке — область расселения гужан (гуражей), на юго-востоке — область расселения силезцев пщинско-рыбницкой группы, на юге — области расселения силезских ляхов (дулян) и моравцев (моравян). На западе территория расселения рацибужан граничит с ареалом переселенческой группы Нижней Силезии, которую Я Камоцкий условно назвал «судетскими гуралями». Ранее чересполосно с рацибужанами жили значительные по численности группы силезских немцев. После Второй мировой войны немцы были частично выселены в Германию, их место заняли поляки из восточных регионов Второй Речи Посполитой.

## Язык
Согласно карте говоров силезского диалекта (или языка), в области расселения рацибужан представлены разрозненные части ареалов нескольких среднесилезских говоров — глогувецких, козельских, гливицких и стшелецких, а также часть ареала южносилезских говоров.

## Народный костюм
Одними из особенностей элементов быта и культуры, выделяющих рацибужан среди других силезских групп, являются особенности их традиционного народного костюма. Своеобразные черты этого костюма характерны преимущественно для женской одежды, поскольку мужская одежда рацибужан во многом схожа с мужской одеждой остальных регионов Силезии, прежде всего, с розбаркской, или бытомской. Женский народный костюм сохранялся в Рацибужье дольше, чем мужской — последний сравнительно рано, уже в конце XIX века, был вытеснен городской одеждой.
Как и розбаркский мужской костюм, рацибужский включает белую рубаху, украшенную по манжетам и вороту вышивкой, цветной платок (едбовку), повязываемый под воротник рубахи, тёмно-синий или чёрный суконный жилет (бруцлек) на красном подкладе и подобного кроя и цвета пиджак (камузол). Как бруцлек, так и камузол одинаково украшены красной тесьмой и пришитыми на воротниках по кругу синими шнурками с кисточками. Так же, как и в окрестностях Бытома, в Рацибужье более состоятельные жители носили брюки из кожи (скужаки, еленёки), заправленные в кожаные сапоги (кропы), а представители менее зажиточного населения носили брюки из сукна тёмно-синего или чёрного цвета с красными кантами по бокам штанин. Зимой рацибужские мужчины надевали длинное суконное пальто (площ) с воротником-стойкой. Дополняли рацибужский костюм чёрная фетровая шляпа с широкими полями (каня) и (в зимнее время) отороченная мехом хорька суконная шапка (тхужувка).
Женский народный костюм рацибужан отличается своеобразием по входящим в его состав деталям и элементам, а также по цветовой гамме и крою одежды. Наиболее схожи с рацибужской женской одеждой народные костюмы соседних с Рацибужьем силезских регионов — пщинский и рыбницкий. Рацибужский женский костюм включает белую полотняную нижнюю юбку с придающими ей объём многочисленными складками, белый лиф (лайбик) с валиком на поясе, также создающим объёмный эффект, белую полотняную блузку (каботек) с короткими рукавами, шерстяную верхнюю юбку (чаще всего синего цвета), а также разноцветный фартук из полотняной, парчовой, атласной или сатиновой шёлковой ткани с жаккардовыми узорами преимущественно цветочных мотивов. На каботек накидывались платки (шатки), которые пересекали грудь крест-накрест и завязывались за спиной на поясе. Девушки на голове носили венцы из искусственных цветов и бусин (галанды), украшенные спадающими на плечи лентами, женщины носили чепцы. Материалом для чепцов были кружева, полотно, шёлк и другие ткани, зимой чепцы утеплялись мехом. Также в состав женского костюма входил короткий кафтан или спенсер (шпындзер) с длинными рукавами в виде буфа и с полуокруглым воротником, украшенным сутажем (зимой шпындзер утеплялся ватином).